# Thorvald Eriksson
Karl Thorvald  Eriksson, född 3 juni 1922 i Mariehamn, död där 13 juni 2011, var en finländsk bankman och politiker.

## Biografi
Eriksson fick titeln vicehäradshövding 1952. Han var finanschef vid Ålands landskapsstyrelse 1950–1953 och valdes 1954 till verkställande direktör för Ålands aktiebank (senare Ålandsbanken), en post som han innehade till 1987.
Vid sidan av sin centrala position inom åländskt näringsliv var han länge en ledande självstyrelsepolitiker med "Ålandskungen" Julius Sundblom som ideologisk förebild. Som talman i Ålands landsting 1955–1971 förespråkade Eriksson konsekvent en utvidgning av den åländska autonomin med inriktning på att bevara landskapet enspråkigt svenskt. I den interna debatten gjorde han 1968 ett kontroversiellt utspel kring svenska Grängeskoncernens planer på ett omfattande turistprojekt med stugbyar på Åland. Eriksson stödde tanken som motarbetades av lantrådet Martin Isaksson. Konflikten slutade med Isakssons avgång 1971.
I slutet av 1990-talet framträdde Eriksson som ledande ideolog inom det partipolitiskt obundna sällskapet Ålands Framtid, som talar för en egen åländsk statsbildning. Han publicerade en rad skrifter i politiska frågor, bland annat Åland – ett självstyrt landskap (1965), Så tillkom Ålands självstyrelse och så försvaras den (1976) och Ålands frihetskamp (1992) samt Åland i motvind – Finlands moraliska Ålandskris (1996), en skildring av sina egna självstyrelsepolitiska upplevelser.